# Hohenlohe-Kirchberg

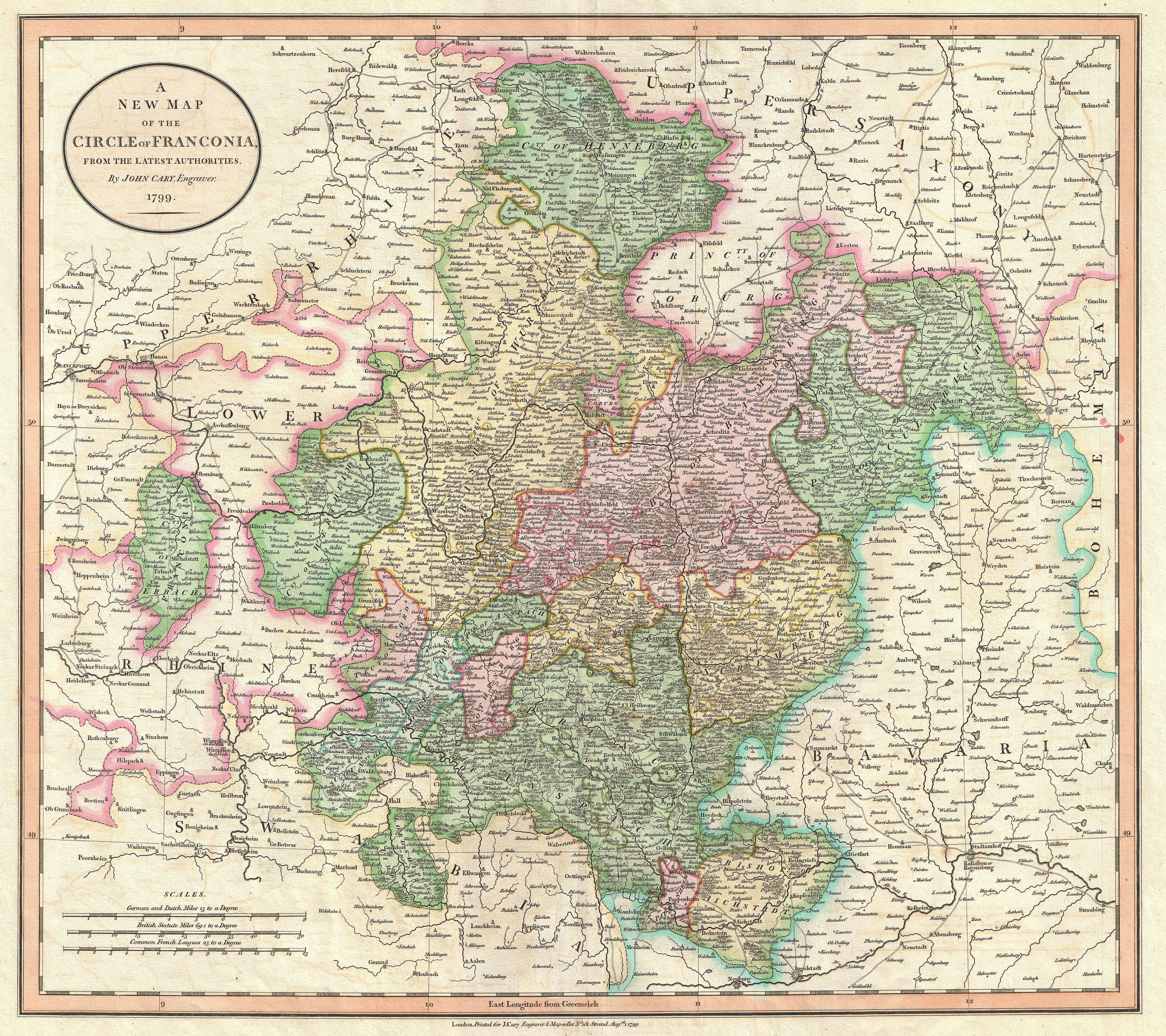
Le comté de Hohenlohe-Kirchberg (en vert).

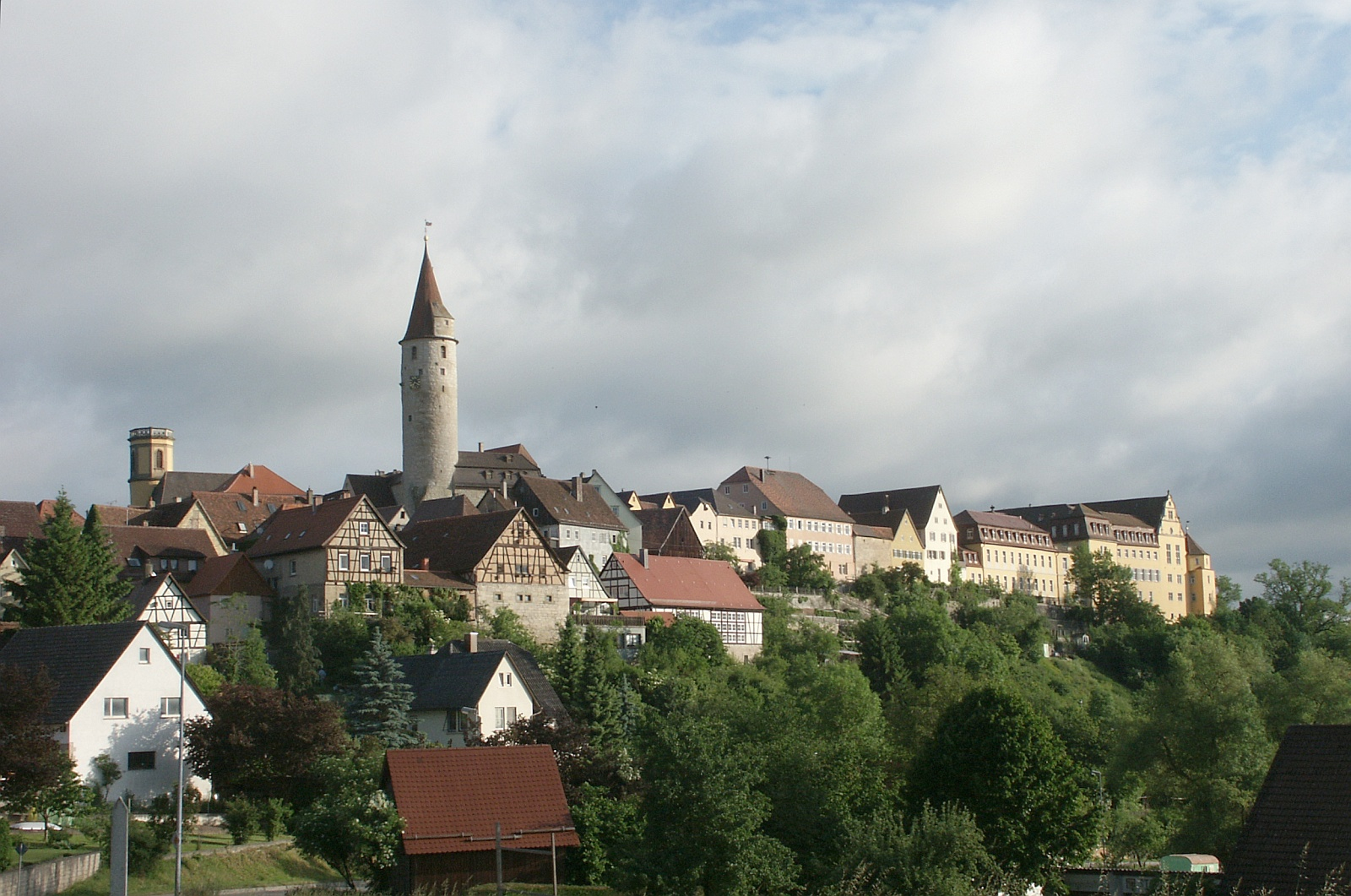
Vue de Kirchberg

Le Hohenlohe-Kirchberg est un ancien comté puis principauté allemande, situé dans le nord-est du Bade-Wurtemberg, autour de Kirchberg-sur-la-Jagst. Il appartenait à une branche protestante des Hohenlohe. 
Il avait pour bornes :
- au nord et à l'est, la principauté d'Ansbach,
- au sud, la ville libre de Schwäbisch Hall,
- à l'ouest, la principauté d'Hohenlohe-Langenbourg : le Hohenlohe-Kirchberg résulte d'ailleurs d'une partition de cette dernière en 1701.

Le comté fut érigé en principauté en 1764, et médiatisé en faveur du royaume de Bavière en 1806, et enfin échangé avec le royaume de Wurtemberg en 1810.

## Comtes de Hohenlohe-Kirchberg (1701-1764)
- Frédéric Eberhard (comte de Hohenlohe-Langenbourg) (1701-1737)
- Charles Auguste (1737-1764)

## Princes de Hohenlohe-Kirchberg (1764-1806)
- Charles Auguste (1764-1767)
- Christian Frédéric Charles (1767-1806)

## Autre personnalité
- Frédéric-Guillaume de Hohenlohe-Kirchberg (1732-1796), général de la Monarchie de Habsbourg